# 大電
大電株式会社（だいでん、英文社名 DYDEN CORPORATION）は、福岡県久留米市に本社を置くケーブルメーカーである。
主力製品は、FA用ロボットケーブルおよびネットワーク用メディアコンバーター。
FA用ロボットケーブルでは国内第1位、シェア40%。

## 事業内容
- 各種電線・ケーブルの製造、販売
- 電力用機器の製造、販売
- ネットワーク機器、プラスチック精密整形品及び油圧機器の製造、加工、販売

## 主要事業所
- 本社・久留米事業所 - 福岡県久留米市南2-15-1
- 佐賀事業所 - 佐賀県三養基郡みやき町
- 上峰事業所 - 佐賀県三養基郡上峰町
- 電線事業部営業所 - 福岡県、広島県、大阪府、東京都、沖縄県、香川県
- FAロボット電線事業部 - 福岡県、大阪府、愛知県、東京都
- 機器事業部 - 産業機器部（佐賀県）、ネットワーク機器部（佐賀県、福岡県、大阪府、愛知県、東京都）

## 沿革
- 1951年（昭和26年）3月 - 九州電線株式会社として発足。
- 1961年（昭和36年）2月 - 住友電気工業株式会社と技術提携。
- 1961年（昭和36年）3月 - 社名を大電株式会社と改称。
- 1965年（昭和40年）3月 - 通信ケーブル工場新設。
- 1969年（昭和44年）12月 - 佐賀工場新設。
- 1972年（昭和47年）3月 - 油圧制御器及び油圧バルブ製造販売開始。
- 1973年（昭和48年）3月 - バッテリーチェッカー製造販売開始。
- 1983年（昭和58年）5月 - 光ファイバーケーブル製造販売開始。
- 1985年（昭和60年）11月 - 上峰工場新設。
- 1990年（平成2年）1月 - 本社工場に電子ワイヤー工場新設。
- 1998年（平成10年）8月 - 本社工場に電子ワイヤー第2工場新設。
- 2003年（平成15年）12月 - 久留米事業所(本社工場)に電子ワイヤー第3工場新設。
- 2007年（平成19年）9月 - 上峰分所に産業機器部工場新設・移転、上峰分所を上峰事業所へ変更。
- 2008年（平成20年）8月 - 久留米事業所に電子ワイヤー第4工場新設。

## 関連会社
- 大電産業
- 大電商事
- 大電塑料
- クランデーワールド